# Вилья-Хесель (муниципалитет)
Муниципалитет Вилья-Хесель  (исп. Partido de Villa Gesell) — муниципалитет в Аргентине в составе провинции Буэнос-Айрес.
Территория — 285 км². Население — 31 730 человек. Плотность населения — 111,23 чел./км².
Административный центр — Вилья-Хесель.

## История
Муниципалитет был образован в 1978 году в связи с ростом поселения Вилья-Хесель, получившего в 1970 году статус города.

## География
Муниципалитет расположен на юго-востоке провинции Буэнос-Айрес.
Муниципалитет граничит:
- на северо-западе — c муниципалитетом Хенераль-Мадарьяга
- на северо-востоке — с муниципалитетом Пинамар
- на юго-востоке — с Атлантическим океаном
- на юго-западе — с муниципалитетом Мар-Чикита

## Важнейшие населённые пункты[3]
| № | Населённый пункт | Населённый пункт (исп.) | Категория | Население чел. (2010) | На карте                        |
| - | ---------------- | ----------------------- | --------- | --------------------- | ------------------------------- |
| 1 | Вилья-Хесель     | Villa Gesell            | город     | 29593                 | 37°15′25″ ю. ш. 56°58′29″ з. д. |
| 2 | Мар-Асуль        | Mar Azul                | посёлок   | 1797                  | 37°20′00″ ю. ш. 57°01′49″ з. д. |